# Bielice (Stronie Śląskie)

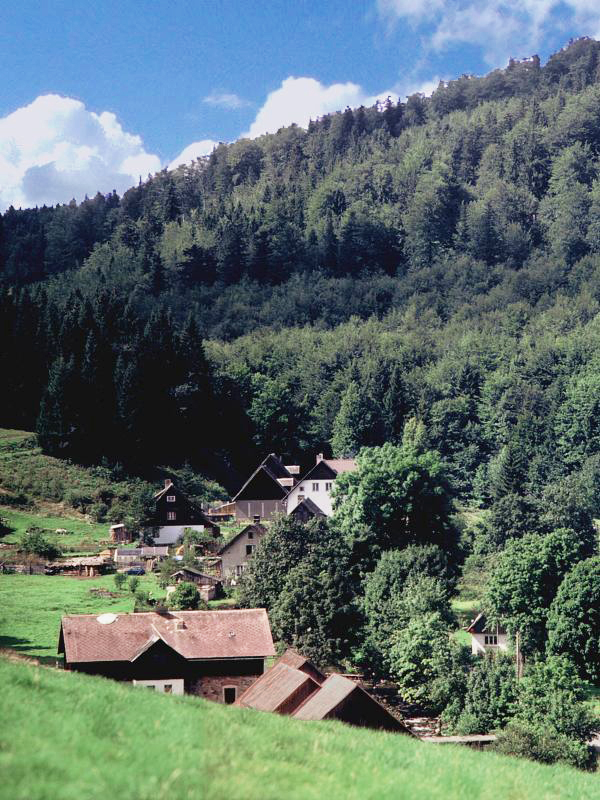
Häuser im oberen Teil von Bielice/Bielendorf

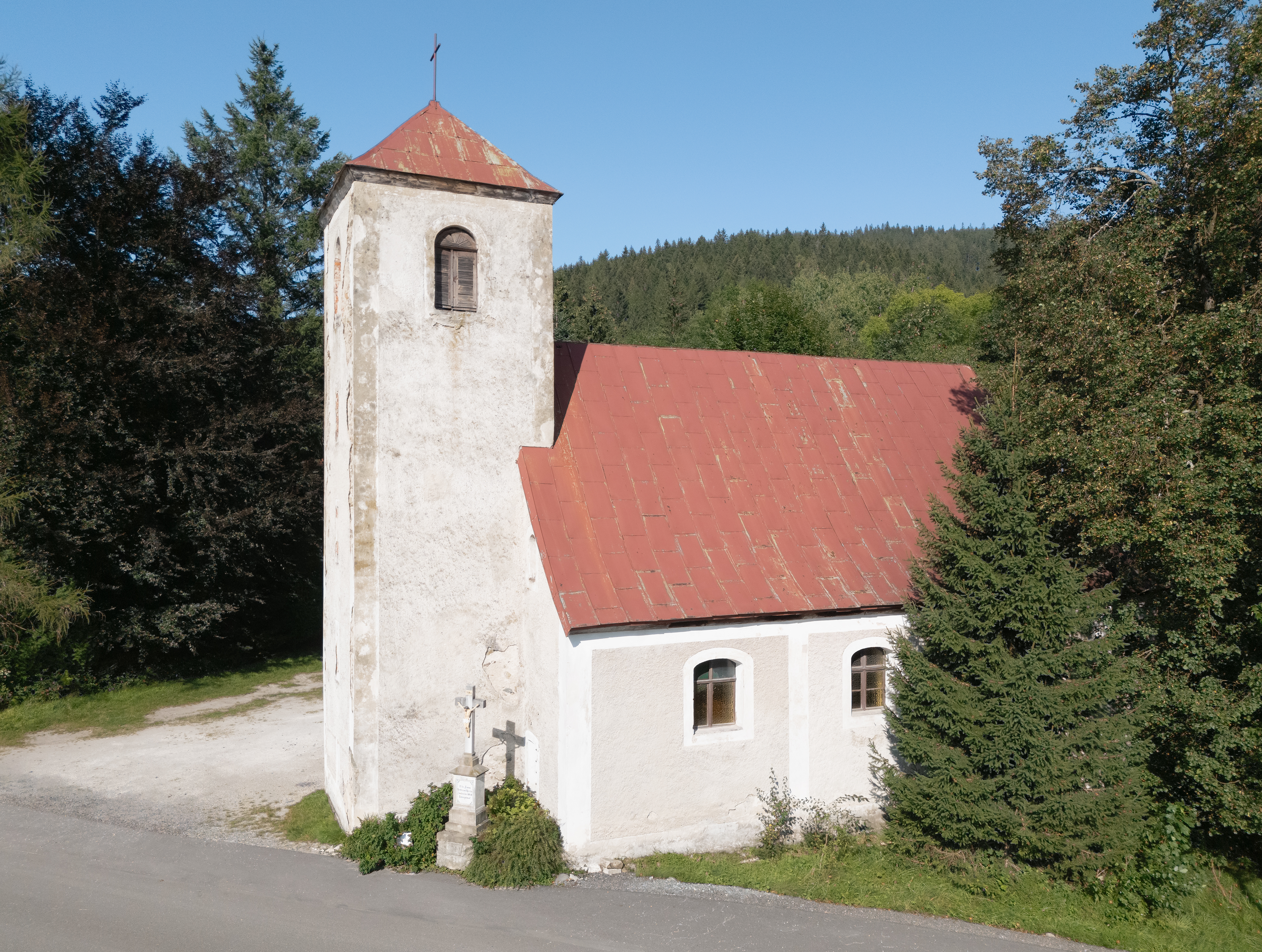
Kirche

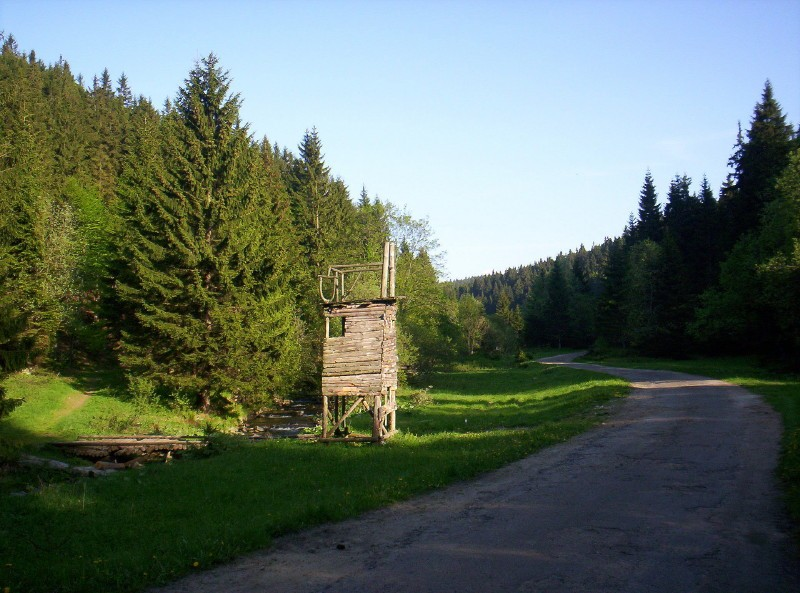
Nowa Biela/Neubielendorf

Bielice (deutsch Bielendorf) ist ein Ort in der Stadt- und Landgemeinde Stronie Śląskie (Seitenberg) im Powiat Kłodzki der Woiwodschaft Niederschlesien in Polen. Es liegt zwölf Kilometer südöstlich von Stronie Śląskie. In unmittelbarer Nähe verläuft östlich die Grenze zu Tschechien.

## Geographie
Bielice liegt im Südosten des Glatzer Kessels im Bielengebirge (polnisch Góry Bialskie). Es ist die letzte Ortschaft im Tal der oberen Landecker Biele (Biała Lądecka), deren Quellgebiet oberhalb von Bielice liegt. Durch seine geographische Lage ist es von Bergen umgeben: Nördlich liegt der 957 m hohe Spitzberg (Spičák), südöstlich der 1125 m hohe Fichtlich (Smrk), im Südwesten der 1076 m hohe Saalwiesenberg (Jívína) sowie der 1068 m hohe Hohe Urlich (Orlik) und im Nordwesten der 1083 m hohe Schwarze Berg (Czernica). Nachbarorte sind Nowy Gierałtów (Neugersdorf) im Norden und das nicht mehr existierende Nowe Bielice (Neubielendorf) im Südwesten. Jenseits der Grenze liegen im Nordosten die mährischen Dörfer Petrovice (Petersdorf) und Kamenné (Steingrund). Südlich liegen Ramzová (Ramsau), Petříkov (Peterswald), Ostružná (Spornhau) und Adamov. Es ist Ausgangspunkt für Wanderungen entlang der Weißen Biele zum Naturschutzgebiet der Saalwiesen (Puszcza Śnieżnej Białki) und in das Bielengebirge.

## Geschichte
Bielendorf wurde ab 1606 angelegt. Es gehörte zur Grafschaft Glatz und war böhmisches Kammergut. 1684 erwarb es zusammen mit anderen Kammerdörfern im Landecker Distrikt der Glatzer Landeshauptmann Michael Wenzel von Althann, der aus den erworbenen Dorfschaften die Herrschaft Seitenberg bildete.
Nach dem Ersten Schlesischen Krieg 1742 und endgültig mit dem Hubertusburger Frieden 1763 kam Bielendorf zusammen mit der Grafschaft Glatz an Preußen. Nach der Neugliederung Preußens gehörte es ab 1815 zur Provinz Schlesien und war zunächst dem Landkreis Glatz eingegliedert. Zum 24. Januar 1818 erfolgte die Umgliederung in den Landkreis Habelschwerdt, mit dem es bis 1945 verbunden blieb. 1874 bildete die Landgemeinde Bielendorf zusammen mit den Landgemeinden Alt Gersdorf, Gompersdorf, Mühlbach und Neu Gersdorf den Amtsbezirk Gersdorf. Seit dem Ende des 19. Jahrhunderts entwickelte sich Bielendorf zu einem beliebten Erholungs- und Wintersportort. 1939 wurden 350 Einwohner gezählt.
Als Folge des Zweiten Weltkriegs fiel Bielendorf 1945 mit dem größten Teil Schlesien an Polen und wurde in Bielice umbenannt. Die deutschen Bewohner wurden – soweit sie nicht vorher geflohen waren – vertrieben. Die neu angesiedelten Bewohner waren teilweise Zwangsumgesiedelte aus Ostpolen, das an die Sowjetunion gefallen war. Zahlreiche von ihnen verließen den Ort wegen der abgelegenen Lage wieder, wodurch die Zahl der Einwohner deutlich zurückging und zahlreiche Häuser dem Verfall preisgegeben wurden. In den Jahren 1975–1998 gehörte Bielice zur Woiwodschaft Wałbrzych (Waldenburg). Seit der politischen Wende von 1989 nimmt die touristische Bedeutung von Bielice zu.

### Kolonie Neubielendorf
Die Kolonie Neubielendorf (Nowa Biela) wurde im Jahre 1792 als Forsthaussiedlung angelegt. Anfang des 20. Jahrhunderts bestand sie aus mehreren Häusern sowie der St.-Anna-Kapelle. Nach dem Zweiten Weltkrieg wurde der Ort nicht wieder besiedelt und dadurch dem Verfall preisgegeben.

## Sehenswürdigkeiten
- Die Filialkirche „Maria vom Berg Carmel“ wurde 1799 errichtet und vor einigen Jahren vor dem Verfall gerettet. Während der kommunistischen Zeit diente sie bereits als Viehstall. Dank der Bemühungen des Pfarrers Stefan Witczak aus Nowy Gierałtów (Neugersdorf) wurde sie instand gesetzt und mit einer schlichten Ausstattung versehen. Das Patrozinium ist seit der Instandsetzung den hll. Vinzenz und Valentin gewidmet.

## Persönlichkeiten
- Michael Klahr d. Ä. (1693–1742), deutscher Bildhauer (* in Neubielendorf)